# Abadia territorial de Montevergine
A Abadia territorial de Montevergine (em latim:  Abbatia Territorialis Montisvirginis) é uma abadia territorial católica romana localizada na comuna de Mercogliano, na província eclesiástica de Benevento, na Itália.

## História
Por volta de 1120, Guilherme de Vercelli fundou uma abadia de inspiração eremítica dedicada à Virgem Santa. Foi consagrado em 1124 em Mons Sacer, assim chamado por causa das ruínas de um templo de Cibele.
A Legenda de vita et obitu Sancti Guilielmi Confessoris et hermite, códice que remonta ao século XIII, relata que Guilherme, durante um de seus momentos de oração, teve uma visão do Salvador, que lhe ordenou que construísse uma igreja naquela montanha para se dedicar à Virgem e comer apenas alimentos estritamente quaresmais.
A consagração oficial da igreja primitiva ocorreu no Pentecostes de 1126 pelo bispo de Avellino Giovanni, que divulgou uma bula na qual o prelado, relembrando o passado do fundador Guilherme, concedia autonomia econômica e organizacional.
Alguns anos depois, o Papa Alexandre III (1159 – 1181) concedeu isenção total da jurisdição dos Ordinários locais, sujeitando Montevergine diretamente à Santa Sé. Esta disposição foi temporária, mas foi reiterada por Lúcio III (1181 – 1185) e outros papas. No entanto, foi apenas em 8 de abril de 1261 que o Papa Alexandre IV (1254 – 1261) criou de fato a nova diocese de Montevergine, chamada de Abadia nullius. Esta bula foi posteriormente especificada e confirmada pelo Papa Urbano IV em 13 de janeiro de 1264. A escolha de Alexandre IV teve claras conotações políticas, pois, por um lado, o pontífice pretendia libertar o santuário e os religiosos da influência da Suábia e, por outro, fortalecer o mesma autoridade pontifícia. O mosteiro de Montevergine passou efetivamente a depender diretamente da autoridade pontifícia, juntamente com as suas igrejas, benefícios e lugares em geral, sujeitos a Montevergine. A mesma abadia está perpetuamente isenta, por graça especial, de qualquer jurisdição e poder de qualquer prelado.
Com o decreto de supressão das ordens religiosas regulares emitido por José Bonaparte em 13 de fevereiro de 1807, Montevergine, juntamente com Cava e Montecassino, foi mantidos como Arquivos do Reino, com o nome de Estabelecimento. A guarda da fábrica de Montevergine foi confiada a vinte e cinco monges sacerdotes, que tiveram que abandonar o hábito monástico e usar a batina. O Abade Raimondo Morales (1806 – 1846) foi nomeado Diretor e saiu como Ordinário, cargo que ocupou até o advento de Joaquim Murat (1808) que dissolveu a diocese. Todos os outros monges foram expulsos de suas casas, dos mosteiros onde viveram durante a vida e dedicaram seu trabalho a Deus, pois essas propriedades foram confiscadas pelo Estado.
Com o retorno ao trono de Nápoles de Fernando IV de Bourbon (posteriormente assumiu o nome de Fernando I), em 2 de junho de 1815, a Congregação foi restaurada; o Papa Pio VII (1800 – 1823) confirmou Montevergine como Abadia nullius. Além da Casa Mãe no Monte Partenio e do Palácio da Abadia de Loreto, os bianchi figli di San Guglielmo continuaram presentes em Terranova di San Martino Sannita e foi acrescentada uma casa em Airola.
O declínio definitivo do Reino de Nápoles, na sequência da expedição de Giuseppe Garibaldi, e à anexação ao Reino da Sardenha em 27 de dezembro de 1860, o novo Estado também iniciou uma política repressiva contra o os mosteiros, com a lei de 29 de maio de  1855, que revogou o reconhecimento civil de numerosas ordens religiosas, confiscando os seus bens; além disso, em 11 de junho de 1862, confiscou todos os bens da Congregação, colocando selos na biblioteca da abadia. Montevergine foi então abolido como mosteiro, mas as pensões foram atribuídas a monges e padres. A grande e poderosa Congregação Verginiana, em 1865, estava agora reduzida a apenas sete monges.
Com a tomada de Roma (1870) estas leis estenderam-se também ao que era o Estado da Igreja. O Abade Guglielmo De Cesare, porém, conseguiu habilmente a partir de Roma trabalhar para evitar a perda de 750 anos de história. Com a edição do Real Decreto nº. 3.036 de 7 de julho, baseou-se em um artigo que elencava algumas exceções na expropriação (entre estas catedrais e a residência do Ordinário) fazendo-se reconhecer entre as exceções justamente a Abadia de Montevergine, sede da Catedral e o Palácio da Abadia de Loreto, sede do Ordinário. O Conselho de Estado também decidiu favoravelmente a igualdade entre as Abadias nullius e Dioceses. Também incluiu Montevergine na lista dos estabelecimentos eclesiásticos de importância monumental. Em 19 de outubro de 1868, após o reconhecimento de Monumento Nacional, foi nomeado Superintendente na figura de monge.
Com o breve Monachorum familias de agosto de 1879, o Papa Leão XIII decretou a entrada de Montevergine na Congregação Sublacense.
Durante a Segunda Guerra Mundial, com os bombardeamentos que afetaram a cidade de Avellino em setembro de 1943, as portas da abadia foram abertas aos refugiados, aos feridos e a todas as pessoas necessitadas de cuidados, assistência e apoio. A abadia foi também o local dedicado à guarda de preciosas obras de arte de Nápoles e do seu património literário, além do Santo Sudário.
A nova basílica, construída em 1961, é o lar de um ícone bizantino do século XIII de uma Madona Negra.

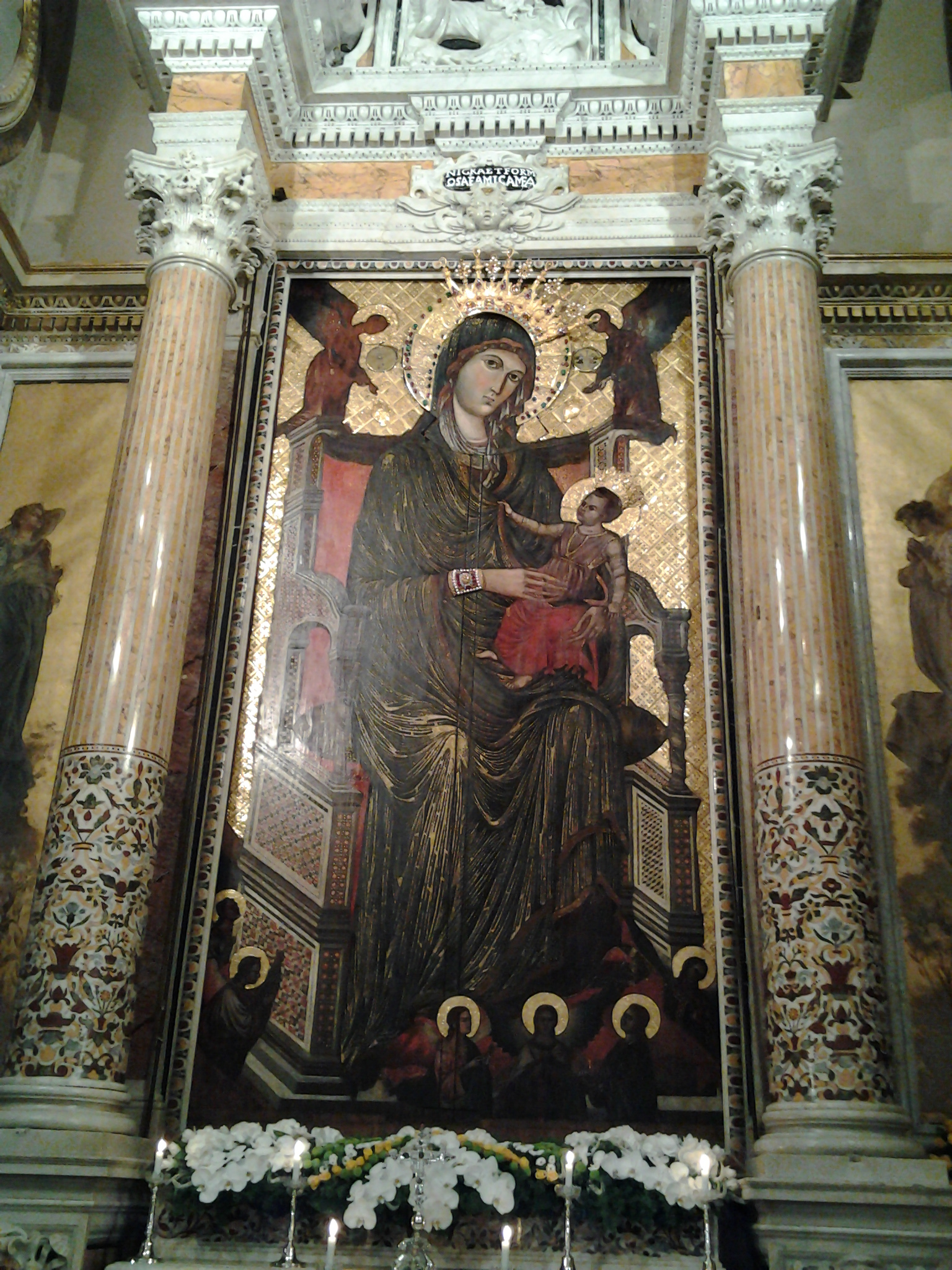
Madonna di Montevergine

## Abades
Abades a partir do século XX:
- Abade Riccardo Luca Guariglia, O.S.B. (desde 20 de setembro de 2014)
- Abade Beda Umberto Paluzzi, O.S.B. (18 de abril de 2009 - 18 de abril de 2014)
- Fr. Beda Umberto Paluzzi, O.S.B. (Administrador Apostólico de 15 de novembro de 2006 - 18 de abril de 2009)
- Abade Tarciscio Giovanni Nazzaro, O.S.B. (24 de junho de 1998 - 15 de novembro de 2006)
- Abade Francesco Pio Tamburrino, O.S.B. (mais tarde arcebispo) (29 de novembro de 1989 - 14 de fevereiro de 1998)
- Abade Tommaso Agostino Gubitosa, O.S.B. (15 de outubro de 1979 - 1989)
- Abade Anselmo Ludovico Tranfaglia, O.S.B. (17 de dezembro de 1952 - 1968)
- Abade Giuseppe Ramiro Marcone, O.S.B. (11 de março de 1918 - 1952)
- Abade Carlo Gregorio Maria Grasso, O.S.B. (mais tarde arcebispo) (setembro de 1908 - 7 de abril de 1915)
- Abade Vittore Corvaia, O.S.B. (mais tarde bispo) (18 de janeiro de 1884 - 12 de julho de 1908)